# Björn Höhne
Björn Höhne (* 27. März 1991 in Berlin) ist ein deutscher Volleyballspieler.

## Karriere

### Verein
Höhne begann seine Volleyball-Karriere beim Berliner TSC. Später wechselte er zum VC Olympia Berlin und wurde in die Junioren-Nationalmannschaft berufen.  Anschließend wurde der Außenangreifer vom Bundesligisten Berlin Recycling Volleys verpflichtet, wo er 2012 und 2013 Deutscher Meister wurde. Danach wechselte er zum Ligakonkurrenten TV Bühl. 2014 wechselte Höhne zum belgischen Spitzenklub Noliko Maaseik und 2015 in die Türkei zu BAL Spor ChokOliva Izmir. Im Januar 2016 kehrte er zurück nach Belgien und spielte bei Topvolley Antwerpen. Nach Stationen 2016/17 in Frankreich bei Rennes Volley 35 und 2017/18 in Rumänien bei SCMU Krajowa wechselte Höhne in die Schweiz. Hier gewann er 2019 mit Lausanne UC die Schweizer Meisterschaft und mit Volley Amriswil 2022 erneut die Meisterschaft und 2021, 2023 und 2024 die Vizemeisterschaft sowie 2022 und 2024 den nationalen Pokal.

### Nationalmannschaft
Höhne führte das U21-Team als Kapitän zur Weltmeisterschaft 2011 in Brasilien, wo es den zehnten Platz erreichte. 2013 hatte Höhne auch seine ersten Einsätze in der A-Nationalmannschaft und belegte Platz sechs bei der EM in Dänemark und Polen.
2015 gewann Höhne mit der A-Nationalmannschaft Gold bei den Europaspielen in Baku.